# Verdrag van Hamburg (1701)
Het Verdrag van Hamburg (Duits: Hamburger Vergleich of Hamburger Erbvergleich) is een dynastiek huisverdrag van het huis Mecklenburg. Het werd onder zware druk van vertegenwoordigers van de Nedersaksische Kreits op 8 maart 1701 door Adolf Frederik II van Mecklenburg-Strelitz en diens neef Frederik Willem van Mecklenburg getekend in het neutrale Hamburg. Het beëindigde de successiestrijd over Mecklenburg-Güstrow, die begon na de dood van Gustaaf Adolf van Mecklenburg-Güstrow in 1695.
Het verdrag bezegelde de derde Mecklenburgse landsdeling en formuleerde de verdeling van het voormalige deelhertogdom Güstrow. Hiervoor werd de waarde van de inkomsten uit het landsdeel bepaald en gelijk verdeeld over de strijdende partijen.
Er ontstonden twee autonome deelhertogdommen, Mecklenburg-Schwerin en Mecklenburg-Strelitz, beide landsdelen werden gevormd uit verschillende heerlijkheden:
- Mecklenburg-Schwerin: het hertogdom Mecklenburg, de heerlijkheid Werle, het vorstendom Schwerin (ontstaan uit het geseculariseerde bisdom Schwerin), het graafschap Schwerin en de heerlijkheid Rostock.
- Mecklenburg-Strelitz: het vorstendom Ratzeburg aan de westelijke grens van Mecklenburg, de heerlijkheid Stargard aan de zuidoostelijke grens met de steden Neubrandenburg, Friedland, Woldegk, Strelitz, Stargard, Fürstenberg en Wesemberg en de commanderijen Mirow en Nemerow.

Beide landsdelen hadden een gemeenschappelijke statenvergadering en beide heersers voerden de titel hertog van Mecklenburg. Aan het nieuwe landsdeel Mecklenburg-Schwerin werd een bevoorrechte positie in de binnenlandse politiek toegewezen. In de Nedersaksische Kreits was Mecklenburg vertegenwoordigd met 4 stemmen, waarvan er 3 voor Mecklenburg-Schwerin en 1 voor Mecklenburg-Strelitz waren.
Het Verdrag van Hamburg vormde de belangrijkste wettelijke grondslag voor het bestaan van twee landsdelen onder de paraplu van een Mecklenburgse staat, die intern vrijwel zelfstandig opereerden en hun eigen gezagsstructuren ontwikkelden.